# Miharaite
La miharaite è un minerale.